# Sandra Oh
Sandra Oh, född 20 juli 1971 i Nepean i Ottawa, Ontario, är en kanadensisk skådespelare. Hon är bland annat känd för rollen som Dr. Cristina Yang i tv-serien Grey's Anatomy samt sina roller i filmer som Sideways och Under Toscanas sol.

## Uppväxt
Sandra Oh föddes i Nepean (en del av Ottawa) där hon gick i skola på Sir Robert Borden High School. Hennes pappa, Oh Junsu, var affärsman och hennes mamma, Oh young-nam, var biokemist och föräldrarna gifte sig i Sydkorea. Sandra Oh blev balettdansös och fick senare upp ögonen för skådespeleri och framträdde i flera skolpjäser. Hon fortsatte sina studier vid National Theatre School i Montréal och fick efter det en roll i David Mamets Oleanna. Ungefär vid samma tid var hon också med i den kanadensiska tv-filmen The Diary of Evelyn Lau.

## Karriär
I Kanada är Sandra Oh känd för sin huvudroll i den kanadensiska filmen Double Happiness, en roll som gjorde att hon vann Genie Award för Bästa skådespelerska. I USA är hon däremot mest känd för sina roller i flera populära filmer som Sideways och Under Toscanas sol men även i tv-serien Grey's Anatomy som Dr. Cristina Yang. För sin roll som Dr. Yang har Oh vunnit både en Golden Globe Award (2006) och en Screen Actors Guild Award (2005).
Sandra Oh har också gjort flera teaterframträdanden, bland annat i Jessica Hagedorns Dogeaters och Diana Sons Stop Kiss.
Under 2006 medverkade hon i filmen The Night Listeners tillsammans med bland andra Robin Williams och Toni Collette, samtidigt som hon fortsatt i framgångsrika Grey's Anatomy som huvudsakligt engagemang.
Sedan 2018 spelar hon titelrollen i dramathrillerserien Killing Eve. En roll som hon tilldelades en Golden Globe Award i kategorin Bästa kvinnliga huvudroll i en dramaserie vid Golden Globe-galan 2019. Hon blev därmed den första kvinnan med rötter i Asien som prisats i den kategorin och hon blev även första kvinna av asiatisk härkomst att tilldelas flera Golden Globes. Oh var även programledare för galan tillsammans med Andy Samberg.

## Privatliv
Åren 2003–2006 var hon gift med regissören Alexander Payne.

## Filmografi (urval)
- 1997 – Bean - Den totala katastroffilmen
- 1998 – Sista natten
- 2000 – Waking the Dead
- 2001 – En prinsessas dagbok
- 2003 – Under Toscanas sol
- 2004 – Sideways
- 2004 – Mulan II (röst)
- 2005–2014 – Grey's Anatomy (TV-serie)
- 2005 – Hard Candy
- 2006 – The Night Listeners
- 2009 – Defendor
- 2014 – Tammy
- 2018 – Killing Eve (TV-serie)
- 2022 – Röd (röst)
- 2022 – Umma
- 2023 – Quiz Lady
- 2024 – Tigerns lärling (röst)
- 2025 – Good Fortune